# Пригородный (Новосибирская область)
Пригородный — посёлок в Черепановском районе Новосибирской области. Входит в состав Пятилетского сельсовета.

## География
Площадь посёлка — 5 гектаров.

## Население
| 2002 | 2007 | 2010 |
| ---- | ---- | ---- |
| 24   | ↗31  | ↘28  |

## Инфраструктура
В посёлке по данным на 2007 год отсутствует социальная инфраструктура.